# 白马山虎耳草
白马山虎耳草（学名：Saxifraga baimashanensis）为虎耳草科虎耳草属下的一个种。

## 扩展阅读
- 維基物種上的相關：白马山虎耳草